# American Museum of Natural History
American Museum of Natural History er et verdensberømt naturhistorisk museum, der er beliggende på Manhattan i New York City, USA.
Museet blev grundlagt i 1869 og er indrettet på et park-lignende område. Det består af 25 forbundne bygninger med i alt 46 udstillingslokaler, forskningslaboratorier samt et bibliotek. Det har en samling på over 32 mio. eksemplarer, hvoraf kun en lille del er udstillet. Museet har over 200 videnskabeligt ansatte. 
Museet ejer en meteorit fundet i Grønland: Ahnighito, Teltet eller Cape Yorkmeteoritten, der er en af de største meteoritter, der er fundet. På 34 tons er det den største del af et nedslag af en jernmeteoroid for omkring 10.000 år siden på Kap York i det nordvestlige Grønland. Meteoritten blev solgt til American Museum of Natural History af polarforskeren Robert E. Peary for 40.000 dollars.